# Monkey Business (sång)
Monkey Business är en låt och en singel från den amerikanska heavy metal-gruppen Skid Rows album Slave to the Grind.
Låten som släpptes som singel den 22 juni 1991 visar hur bandet bytte stil från deras tidigare hair metal till en mer rak rock-stil (Appetite for Destruction) och kom att bli den största hiten från albumet. Den nådde plats 13 på Mainstream Rock Tracks-listan och spelades en hel del på radio. En musikvideo har även gjorts för låten som ofta spelades på MTV.

## Låtlista
1. Monkey Business (Bolan, Snake) - 4:17
2. Slave to the Grind (Bach, Bolan, Snake) - 3:31
3. Riot Act (Bolan, Snake) - 2:40

## Banduppsättning
- Sebastian Bach - sång
- Dave "The Snake" Sabo - gitarr
- Scotti Hill - gitarr
- Rachel Bolan - bas
- Rob Affuso - trummor